# Senecio graciellae
Senecio graciellae é uma espécie de planta do gênero Senecio e da família Asteraceae.

## Taxonomia
A espécie foi descrita em 1957 por Ángel Lulio Cabrera.

## Forma de vida
É uma espécie rupícola e subarbustiva.

## Descrição
| Caule                        | Caule                                                  |
| ---------------------------- | ------------------------------------------------------ |
| caule                        | ereto                                                  |
| consistência                 | lenhoso na base e herbáceo na extremidade/perene       |
| Folha                        |                                                        |
| organização                  | agrupada na base e reduzida na porção mediana e apical |
| inserção                     | séssil                                                 |
| forma da lâmina              | oblanceolada                                           |
| base                         | atenuada                                               |
| margem                       | denteada                                               |
| indumento da face adaxial    | glabra/tomentosa                                       |
| indumento da face abaxial    | aracnoide                                              |
| Inflorescência               |                                                        |
| capitulescência              | paniculiforme                                          |
| capítulo                     | heterógamo radiado                                     |
| número de bráctea-involucral | 5 - 15                                                 |
| Flor                         |                                                        |
| flor do raio ou externa      | liguliforme pistilada/amarela                          |
| flor do disco ou do centro   | tubulosa perfeita/amarela                              |
| ramo do estilete             | truncado com coroa de tricoma divergente               |
| Fruto                        |                                                        |
| cipsela                      | cilíndrica/costada                                     |
| indumento                    | glabra                                                 |
| pápus                        | branco/persistente                                     |

## Conservação
A espécie faz parte da Lista Vermelha das espécies ameaçadas do estado do Espírito Santo, no sudeste do Brasil. A lista foi publicada em 13 de junho de 2005 por intermédio do decreto estadual nº 1.499-R.

## Distribuição
A espécie é encontrada no estado brasileiro de Espírito Santo.
Em termos ecológicos, é encontrada no domínio fitogeográfico de Mata Atlântica, em regiões com vegetação de vegetação sobre afloramentos rochosos.